# Sanilhac
Sanilhac é uma comuna francesa na região administrativa de Auvérnia-Ródano-Alpes, no departamento de Ardèche. Estende-se por uma área de 20,95 km². Em 2010 a comuna tinha 453 habitantes (densidade: 21,6 hab./km²).